# 吳王僚
吳王僚（？—前515年），姬姓，名僚，又名州于，司馬遷在《史記·吳太伯世家》中稱其是吳王餘眛的兒子。春秋时期吳國第23任君主（前526年─前515年）在位。後被其侄公子光的刺客專諸刺殺。

## 生平
餘眛十七年（前527年），餘眛去世，想傳位於公子季札。季札避讓，逃去，僚继位為王。
王僚二年（前525年），公子光率兵伐楚國，大敗，並丟失了吳先王之舟。公子光害怕獲罪，就偷襲楚軍，奪回了王舟『餘皇』才回軍。 
王僚五年（前522年），楚國流亡之臣伍子胥逃到吳國，公子光待以客禮。公子光是餘眛之子。他認為季札不肯继位的情况下，应该继位的是自己而不是僚。所以暗中結納賢士，好以襲擊僚。
王僚八年（前519年），公子光征伐楚國，大敗楚軍，把楚太子建之母接回吳國。借勢北伐，打敗陳、蔡的軍隊。
王僚九年（前518年），楚國邊城卑梁之少女與吳國邊城女子搶摘桑葉，兩家人一怒之下互相攻殺，兩國邊邑官長聽說後，氣憤之下互相進攻，吳國邊邑被滅。吳國大怒，派公子光又征伐楚國，攻克居巢、鍾離二城而還。
伍子胥逃至吳國時，向吳王僚陳述伐楚的益處。公子光說：「胥之父兄為僇於楚，欲自報其仇耳。未見其利。」伍子胥看出公子光別有目的，介紹給公子光一位名叫專諸的勇士，試探他的意圖。公子光十分高興，把伍子胥做賓客對待。伍子胥退居郊野耕作，等待專諸成功。
王僚十一年（前516年）冬，楚平王去世。
王僚十二年（前515年）春，吳王僚借楚國有國喪伐楚，派公子掩餘、燭庸包圍楚國的六、灊二邑，派季札出使晉國，觀察諸侯動靜。但楚國派兵絕其後路，吳兵不能回國。公子光說：「此時不可失也。」告訴專諸：「不索何獲！我真王嗣，當立，吾欲求之。季子雖至，不吾廢也。」專諸說：「王僚可殺也。母老子弱，而兩公子將兵攻楚，楚絕其路。方今吳外困於楚，而內空無骨鯁之臣，是無奈我何。」公子光說：「我身，子之身也。」
四月丙子，公子光埋伏甲士於地下室中，然後宴請吳王僚。僚派兵列於道旁，從王宮到公子光家，公子光家大門、臺階、屋門、坐席旁，都布滿吳王僚的親兵。吳王僚到後，公子光假借腳疾，進了地下室，派專諸將匕首藏於烤魚腹中，偽裝上菜。專諸將魚送至僚前，從魚腹中取出匕首刺向僚，僚當場斃命，但左右衛士也將專諸殺死。公子光自立為王，是為闔閭。任命專諸之子為卿。季札回到吳國，說：「苟先君無廢祀，民人無廢主，社稷有奉，乃吾君也。吾敢誰怨乎？哀死事生，以待天命。非我生亂，立者從之，先人之道也。」於是到吳王僚的墓上，匯报了完成外交任務的經過，痛哭一番，之後回朝廷等待新君之命。公子掩餘、燭庸聽說公子光自立為王，就投降了楚國，被楚王封在舒地。

## 家庭
- 父：壽夢

### 弟
- 掩餘
- 燭庸

### 子
- 慶忌

## 影视形象
- 1996年上映的电视剧《大刺客之魚腸劍》中，吳王僚由駿雄飾演。

- 1996年上映的电视剧《東周列國·春秋篇》中，吳王僚由張家聲飾演。

- 1997年上映的电视剧《孫武》中，吳王僚由鮑國安飾演。

## 延伸阅读
[在维基数据编辑]
 《刺客列傳》，出自司馬遷《史記》